# Kurt Schubert
Kurt Schubert (4. března 1923, Vídeň – 4. února 2007, Vídeň) byl průkopníkem rakouské judaistiky, podstatně se podílel na obnově Vídeňské univerzity roku 1945.

## Život
Schubert ještě za gymnaziálních studií zažil anexi Rakouska nacistickým Německem roku 1938. Perzekuce Židů jej přivedla k vědeckému setkání s judaismem. Jako angažovaný katolík již uprostřed války začal na Institutu staroorientální filologie Vídeňské univerzity se studiem hebraistiky. Zároveň se účastnil jak rakouského odboje, tak i ilegální Katolické vysokoškolské mládeže.
Jako student zachránil před zničením knihovnu vídeňského rabínského semináře. V dubnu 1945 pomáhal díky povolení sovětské okupační mocnosti s obnovou univerzity. 2. května 1945 měl svou první přednášku „hebrejština pro začátečníky“.
Na Vídeňské univerzitě působil Schubert nejdříve jako docent judaistiky v rámci Institutu pro orientalistiku. Roku 1948 se habilitoval a věnoval se zakládání židovských studií ve Vídni. Také publikoval jako první v němčině svitky od Mrtvého moře. Roku 1959 byla zřízena katedra judaistiky, nejprve jako součást orientalistiky, roku 1966 pak Institut pro judaistiku Vídeňské univerzity, jehož řádným profesorem a představitelem byl až do září 1993. I poté učil dále jako emeritní profesor, až do letního semestru 2006.
Kromě svitků od Mrtvého moře publikoval knihy o řadě širokých témat z judaistiky, např. o židovském knižním umění ve středověku, o sionismu, o podobách antisemitismu. Rovněž založil Židovské muzeum v Eisenstadtu, první židovské muzeum v Rakousku.
Schubert se neustále věnoval židovsko-křesťanského dialogu a překonávání antisemitismu. Roku 2006 obdržel cenu ICCJ.